# المنطقة العسكرية السادسة (اليمن)

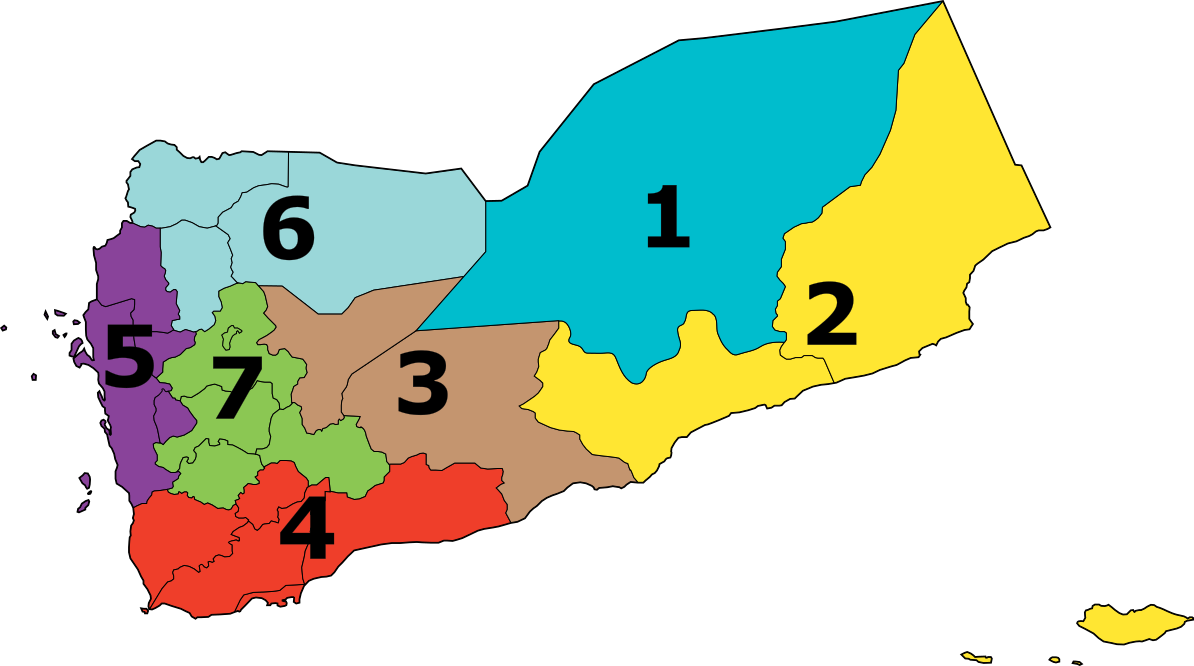
تقسيمات مسرح المناطق العسكرية اليمنية للجيش اليمني

المنطقة العسكرية السادسة هي إحدى المناطق العسكرية اليمنية وتنتشر في محافظة عمران ومحافظة صعدة ومحافظة الجوف ، وتتكون المنطقة من 16 قوة قتالية .

## القادة
يعين قائد المنطقة قائدا للواء 141 مشاة بقرار جمهوري.
| م | القائد                              | بداية          | نهاية          |
| - | ----------------------------------- | -------------- | -------------- |
| 1 | اللواء الركن محمد علي المقدشي       | 10 أبريل 2013  | 12 يوليو 2014  |
| 2 | اللواء الركن محمد يحيى غالب الحاوري | 12 يوليو 2014  | 2015           |
| 3 | اللواء أمين الوائلي                 | 2015           | 27 فبراير 2018 |
| 4 | اللواء هاشم عبدالله حسين الأحمر     | 27 فبراير 2018 | 2020           |
| 5 | اللواء أمين الوائلي                 | 2020           | 27 مارس 2021   |
|   | اللواء عمر سجاف                     | 27 مارس 2021   | 22 ديسمبر 2021 |
| 6 | اللواء هيكل حنتف                    | 22 ديسمبر 2021 | حتى الآن       |

- اللواء الركن هاشم عبدالله حسين الأحمر (27 فبراير 2018 - )[8]

## القوة العسكرية
| م  | اللواء                 | مكان التمركز | المحافظة     | النوع     |
| -- | ---------------------- | ------------ | ------------ | --------- |
| 1  | قيادة المنطقة          | عمران        | محافظة عمران | قوات برية |
| 2  | المحور العملياتي صعدة  | صعدة         | محافظة صعدة  | قوات برية |
| 3  | المحور العملياتي الجوف | حزم الجوف    | محافظة الجوف | قوات برية |
| 4  | اللواء 115 مدرع        | الجوف        | محافظة الجوف | قوات برية |
| 5  | اللواء 131 مشاة        | كتاف         | محافظة صعدة  | قوات برية |
| 6  | اللواء 101 مشاة        | البقع        | محافظة صعدة  | قوات برية |
| 7  | اللواء 102 مشاة        | صعدة         | محافظة صعدة  | قوات برية |
| 8  | اللواء 133 مشاة        | صعدة         | محافظة صعدة  | قوات برية |
| 9  | اللواء 122 مشاة        | صعدة         | محافظة صعدة  | قوات برية |
| 10 | اللواء 125 مشاة        | صعدة         | محافظة صعدة  | قوات برية |
| 11 | لواء مدفعية            | صعدة         | محافظة صعدة  | قوات برية |
| 12 | اللواء 9 مدرع          |              | صعدة/عمران   | قوات برية |
| 13 | اللواء 127 مشاة        | قفلة عذر     | محافظة عمران | قوات برية |
| 14 | اللواء 72 مشاة         | حرف سفيان    | محافظة عمران | قوات برية |
| 15 | اللواء 29 مشاة ميكا    | حرف سفيان    | محافظة عمران | قوات برية |
| 16 | اللواء 310 مدرع        | عمران        | محافظة عمران | قوات برية |
| 17 | اللواء 117 حرس حدود    | الفراء       | محافظة صعدة  | حرس حدود  |